# 아이키
아이키(영어: Aiki, 본명: 강혜인, 1989년 9월 7일 ~ )는 대한민국의 안무가, 댄서이자, 댄스 크루 훅의 리더이다.

## 출연작
- 2025년 SBS 《꼬꼬무》 - 게스트
- 2024년 넷플릭스 《더 인플루언서》 - 게스트
- 2024년 JTBC 《숨은 영웅 히어로, 우리들의 이야기》 - MC
- 2024년 E채널 《다해준다 인력사무소》 - 게스트
- 2024년 채널A 《탐정들의 영업비밀》 - 게스트
- 2024년 TVN 《아파트404》 - 게스트
- 2024년 KBSjoy 《연애의 참견》 - 스페셜 MC
- 2024년 SBS 《모닝와이드》 - 인터뷰
- 2024년 TVING 《댄서스》 - 고정출연
- 2024년 SBSM 《한터 뮤직 어워즈》 - 시상자
- 2024년 엠넷 《커플팰리스 코멘터리》- MC
- 2024년 KBS 《슈퍼맨이 돌아왔다》- 게스트
- 2023년 U+유모바일 《내편하자2》- 스페셜 MC
- 2023년 TVN 《2023 APAN STAR AWARDS》- 축하무대
- 2023년 엠넷 《스트릿댄스 걸스 파이터2》  - 마스터
- 2023년 TVING 《스우파2 월드 와이드 로그》 - MC
- 2023년 TV조선 《붓들고 세계로》 - 고정출연
- 2023년 MBC 《구해줘!홈즈》 - 게스트
- 2023년 엠넷 《스트릿 우먼 파이터2》 - 스페셜 저지
- 2023년 JTBC 《알유넥스트》 - 코치
- 2023년 KBS2 《배틀트립2》 - MC
- 2023년 채널A 《뉴스A 오픈 인터뷰》 - 게스트
- 2023년 SBS 《미운우리새끼》 - 게스트
- 2023년 MBC 《복면가왕》 - 게스트
- 2023년 SBS 《이상한 나라의 지옥법정》- MC
- 2023년 채널A 《결혼 말고 동거》 - MC
- 2023년 KBSjoy 《서울가요대상》 - 시상자
- 2023년 왓챠 《소녀 리버스》 - MC & Watcher
- 2022년 엠넷 《마마 어워즈》 - 레드카펫 MC & 시상자
- 2022년 JTBC 《떼춤》 - 고정출연
- 2022년 MBC 《아이돌 스타 육상 선수권대회》 - 스페셜 MC & 특별공연
- 2022년 멜론 《멜론 뮤직 어워드》 - 시상자
- 2022년 엠넷 《스트릿 맨 파이터》 - 뮤즈 & 파이널 방청
- 2022년 IHQ 《트렌드 놀이터 엠집》 - MC
- 2022년 JTBC 《플라이 투 더 댄스》 - 고정출연
- 2022년 MBC 《라디오스타》 - 게스트
- 2022년 tvN 《식스센스》- 게스트
- 2022년 JTBC 《셀럽이 되고 싶어》 - 고정출연
- 2022년 엠넷 《뚝딱이의 역습》  - 마스터
- 2022년 엠넷 《마이 보이프렌드 이즈 베러》 - 고정출연
- 2022년 JTBC 《우리사이》 - MC
- 2022년 네이버TV 《아이키의 떰즈업》 - MC
- 2022년 KBS 《개승자》- 이승윤팀 와일드 카드
- 2022년 SBS 《2024년 동계 청소년 올림픽 특집방송》 - 게스트 & 축하무대
- 2021년 MBC 《구해줘!홈즈》 - 게스트
- 2021년 TVING 《넥스트 엔터테인먼트 2021 비저너리》- MC, 내레이션
- 2021년 엠넷 《스트릿댄스 걸스 파이터》  - 마스터
- 2021년 MBC 《방과후 설렘》 - 1학년 담임선생님(심사위원)
- 2021년 SBS 《동상이몽 2 - 너는 내 운명》 - 게스트
- 2021년 JTBC 《아는 형님》 - 게스트
- 2021년 SBS 《런닝맨》 - 게스트
- 2021년 SBS 《집사부일체》 - 게스트
- 2021년 tvN 《놀라운 토요일》 - 게스트
- 2021년 JTBC 《마법의 옷장》 - 게스트
- 2021년 MBC 《전지적 참견 시점》 - 게스트
- 2021년 NOW 《등교전 망설임》 - 댄스 트레이너
- 2021년 엠넷 《스트릿 우먼 파이터》 - 참가자
- 2021년 엠넷 《TMI NEWS》 - 게스트
- 2021년 엠넷 《고등래퍼 4》 - 노윤하 무대 백업댄서
- 2021년 KBS1《아침마당》 - 게스트
- 2021년 MBC 《라디오스타》 - 게스트
- 2020년 MBC 《MBC 방송연예대상》 - 축하무대
- 2020년 KBS2 《옥탑방의 문제아들》- 게스트
- 2020년 Lifetime  《미션 인싸이더》- 고정출연
- 2020년 tvN  《유 퀴즈 온 더 블럭》- 게스트
- 2020년 SBS 《동상이몽 2 - 너는 내 운명》 - 특별출연
- 2020년 MBC 《놀면 뭐하니?》 - 환불원정대의 댄스팀
- 2020년 KBS2 《노래가 좋아》 - 참가자
- 2019년 NBC 《World of Dance Season 3》 - 참가자

### 라디오
- 2023년 KBS 쿨 FM 《아이키의 라디오쇼》 - 스페셜 DJ (2023년 6월 23일[박명수 휴가로 인해 성명이 바뀜])

### CF
- 포스트 코코 그래놀라

- 박카스맛 젤리

- 캡스홈

- 대장사랑

- 농심 너구리 (With 츄)
- AHC Cosmetics (AHC EYECON Ten Revolutions)
- DESKER
- 하나은행 하나합
- 던전 앤 파이터
- PUMA (Born To Move)
- YK Good Feel
- SI Beauty
- 24/7 Facemask
- UMBRO
- 굽네치킨
- 배달의 민족
- Haagen-Dazs Ice Cream
- 미원

## 학력
- 호서중학교 (졸업)
- 신성대학교 레저스포츠과 전문학사 (졸업)
- 성신여자대학교 스포츠레저학과 (졸업)
- 성신여자대학교 대학원 문화산업예술학과 (재학)